# Săliștea Veche, Cluj
Săliștea Veche este un sat în comuna Chinteni din județul Cluj, Transilvania, România.

## Lăcașuri de cult
- Biserica de lemn „Sfântul Apostol Pavel", de la sfârșitul secolului al XVIII-lea.
- Biserica ortodoxă de zid cu hramul „Sfinții Împărați Constantin și Elena” a fost pictată în două etape de pictorii bisericești preot DAMIAN Tuluc din Mociu între 1998 -1999 și HENOREL Nica din Cluj în 2003, continuând în maniera picturală începută de predecesorul său, atât la interior, cât și la exterior, fiind totodată și cel care a executat pictura iconostasului în 1999, în timpul păstoririi P.C.Pr. paroh ILIE Răduț-Taciu.

## Imagini

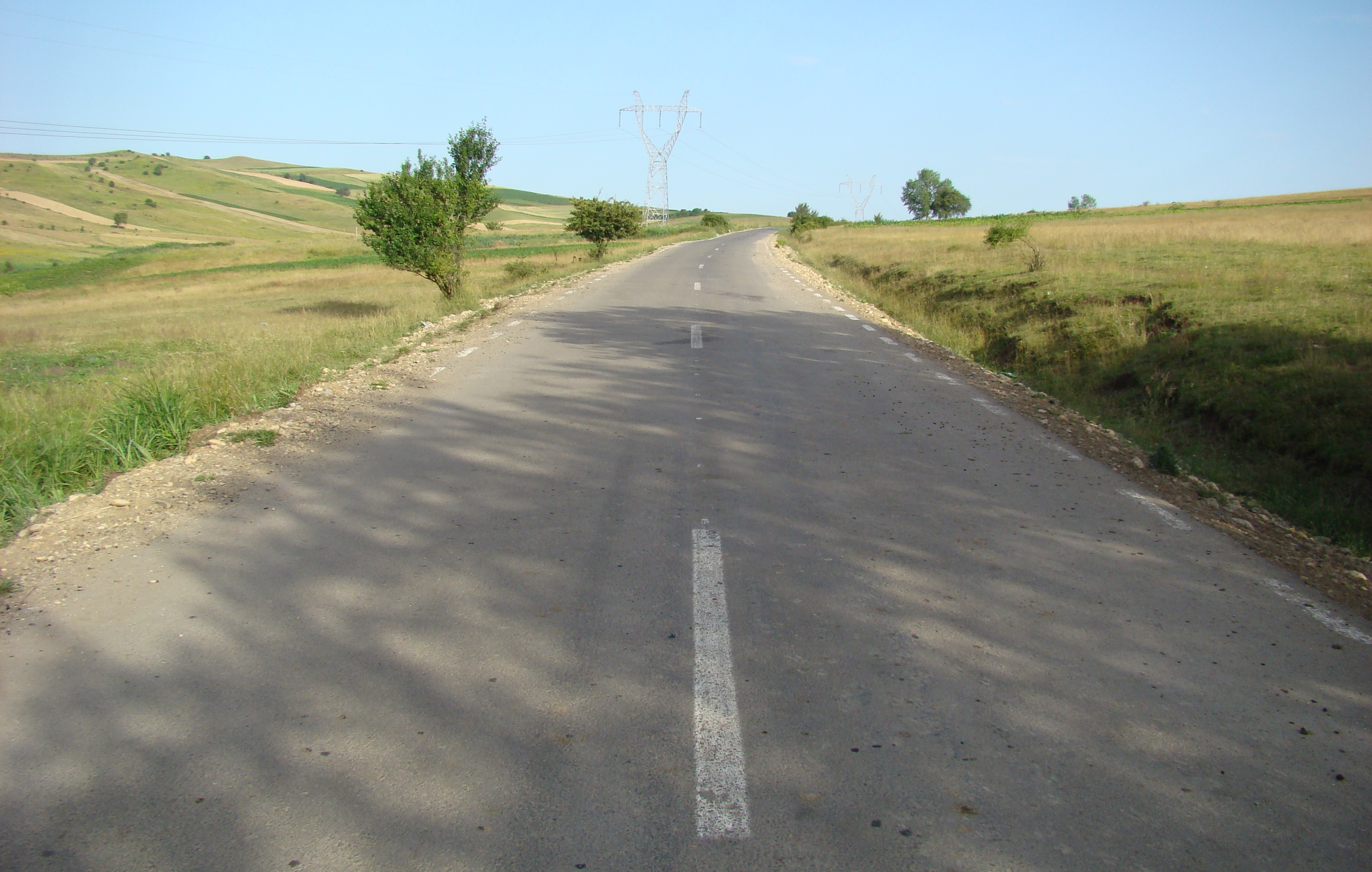
Drumul Săliștea Nouă-Săliștea Veche
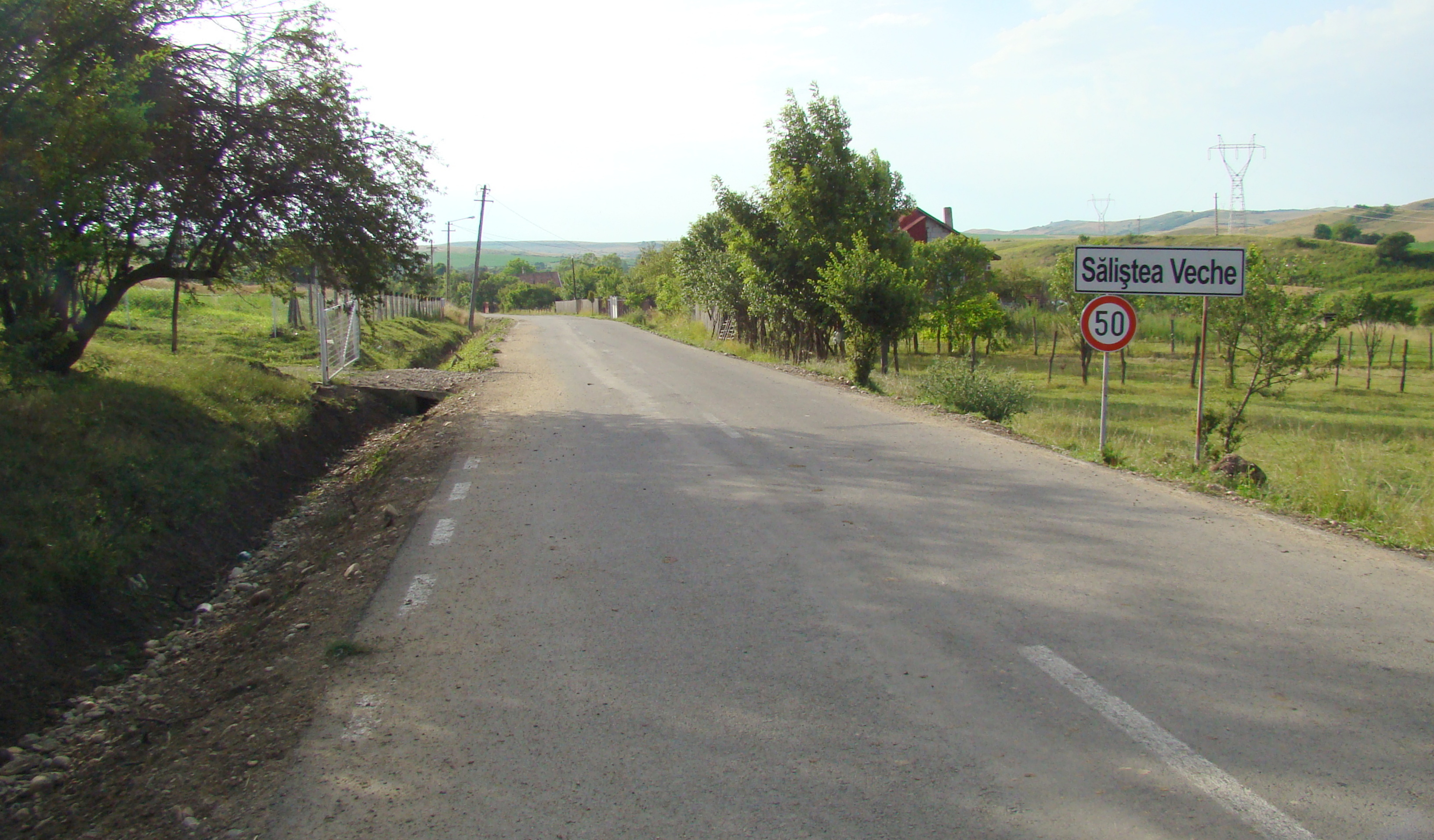
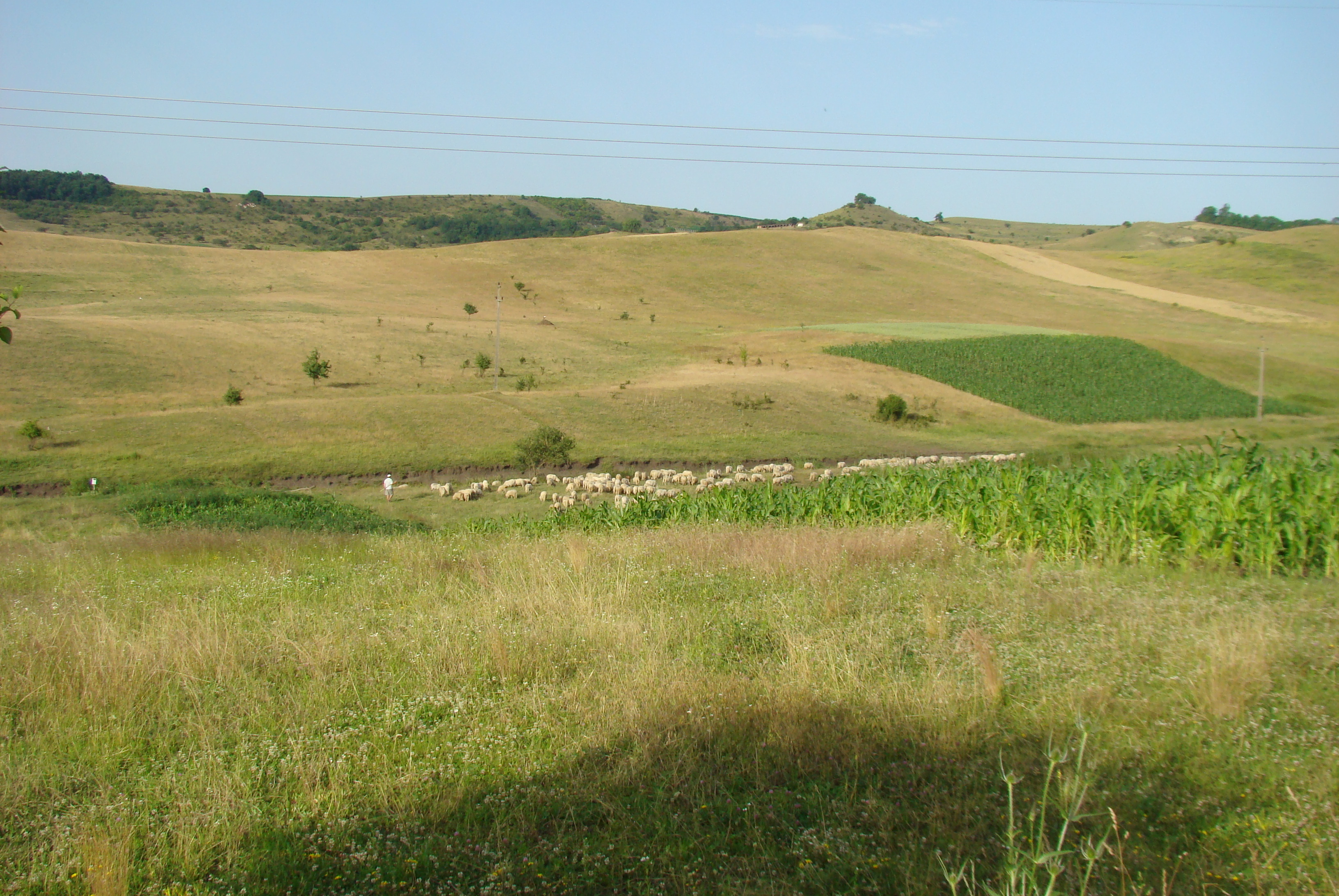
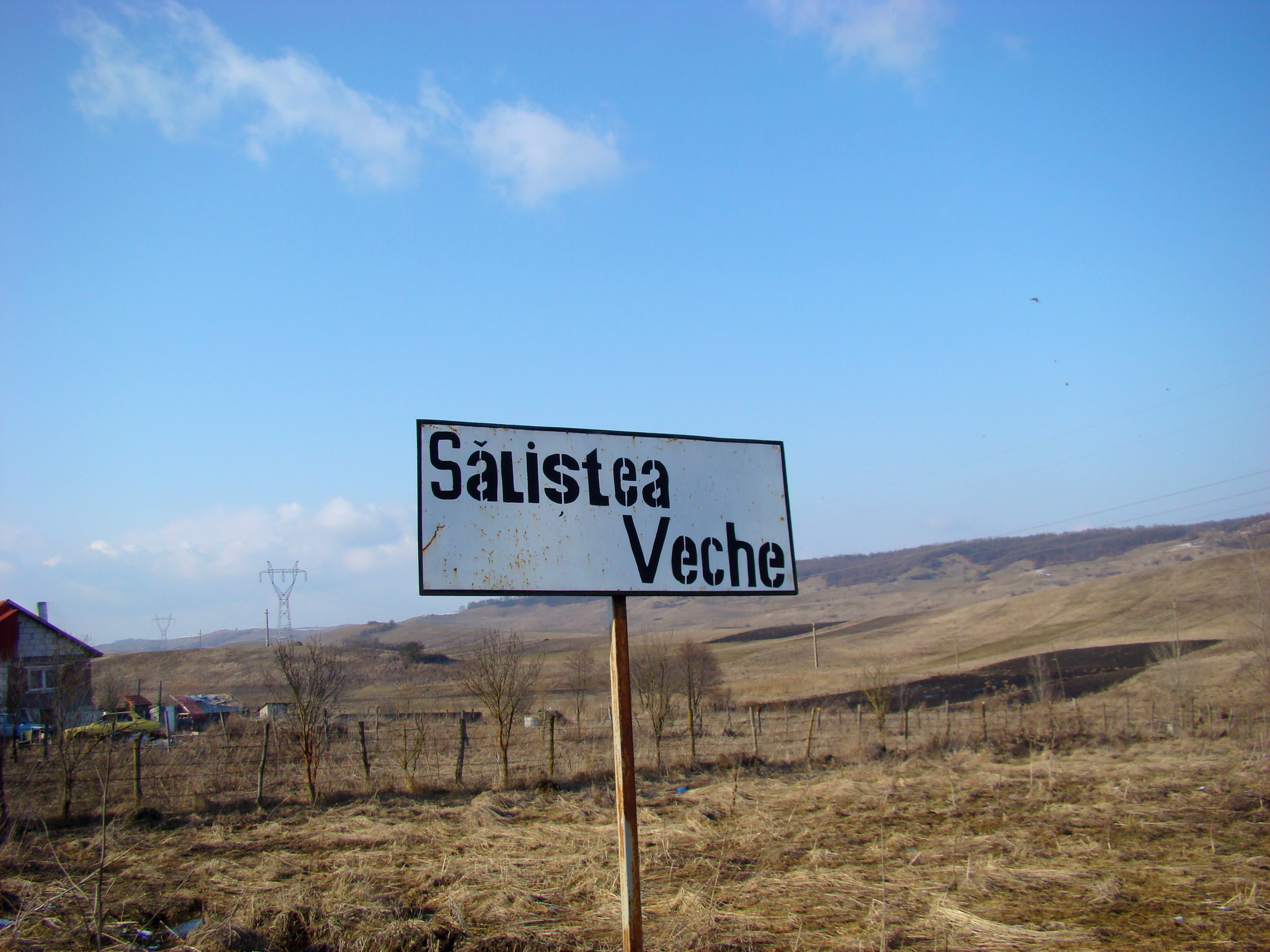
Intrarea în localitate
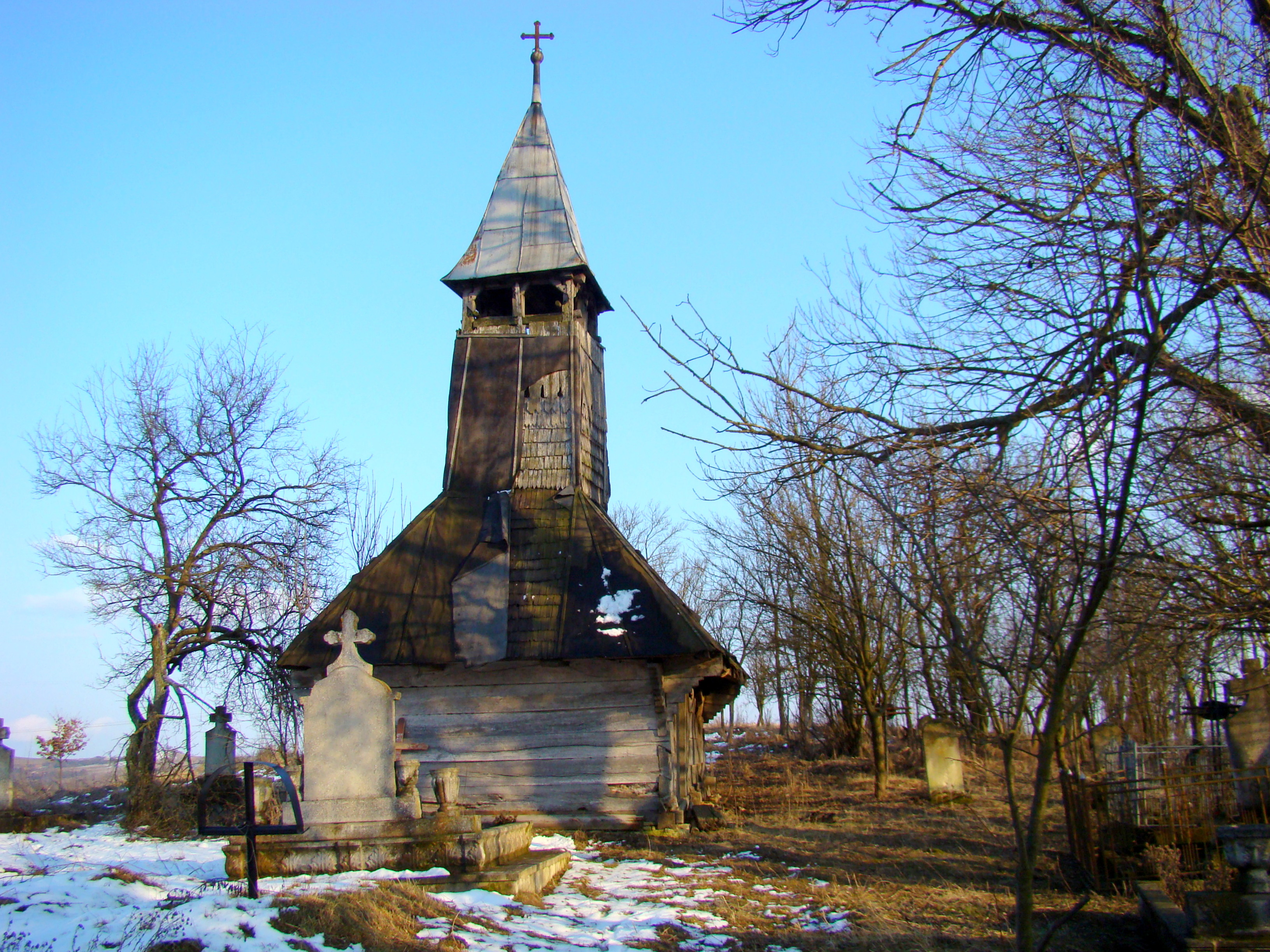
Biserica de lemn (monument istoric)
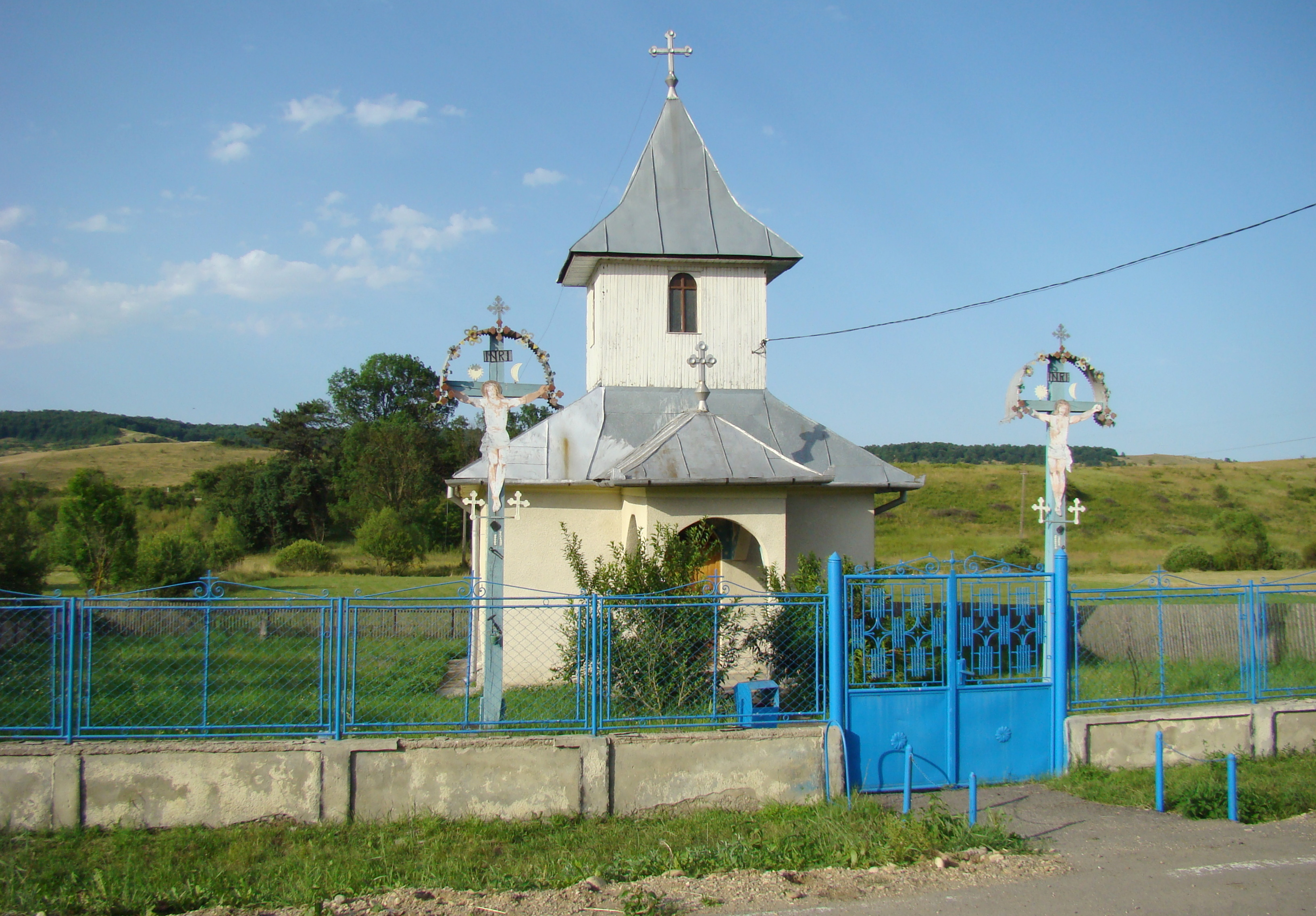
Biserica ortodoxă de zid cu hramul „Sfinții Împărați Constantin și Elena”
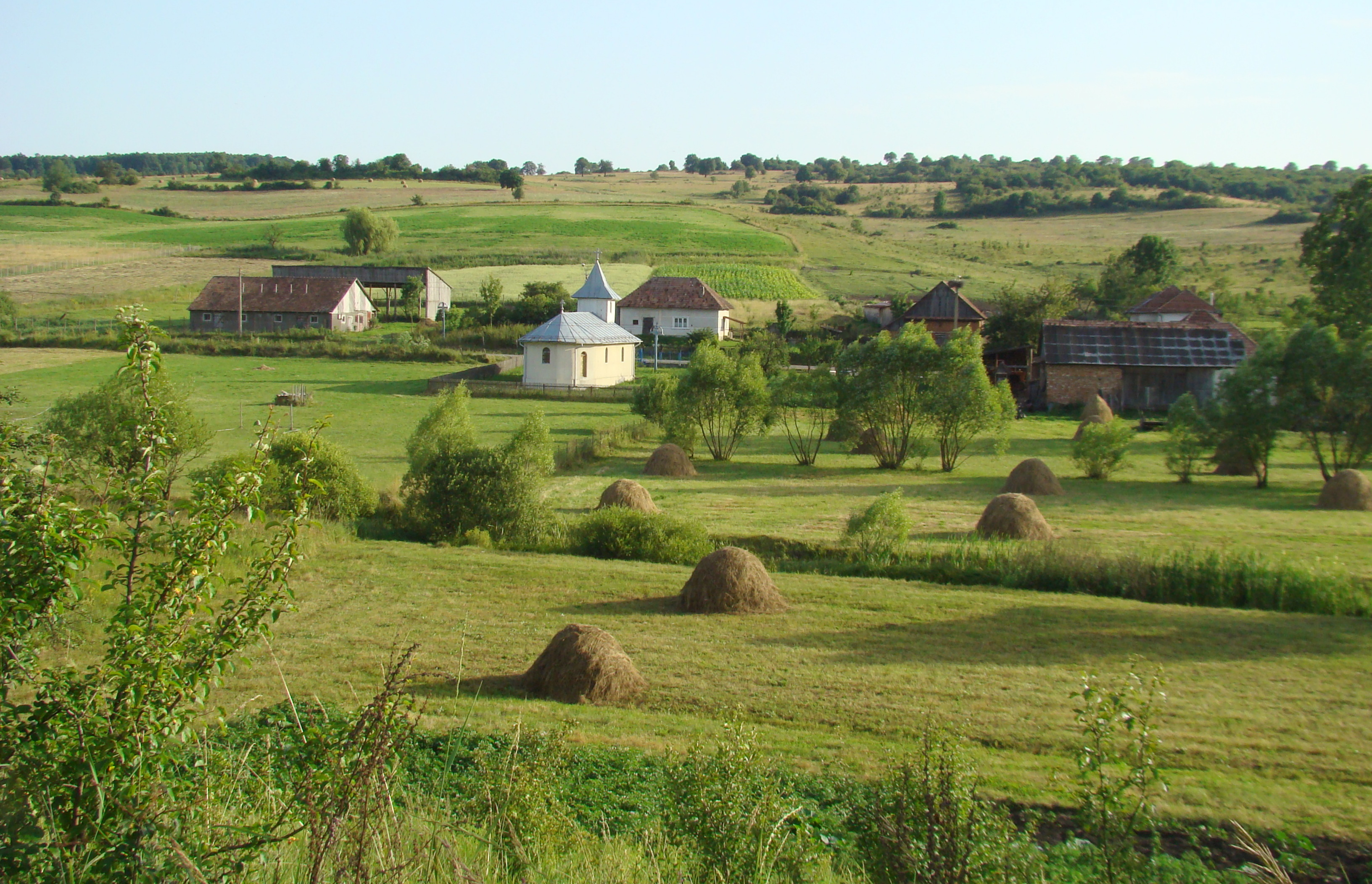
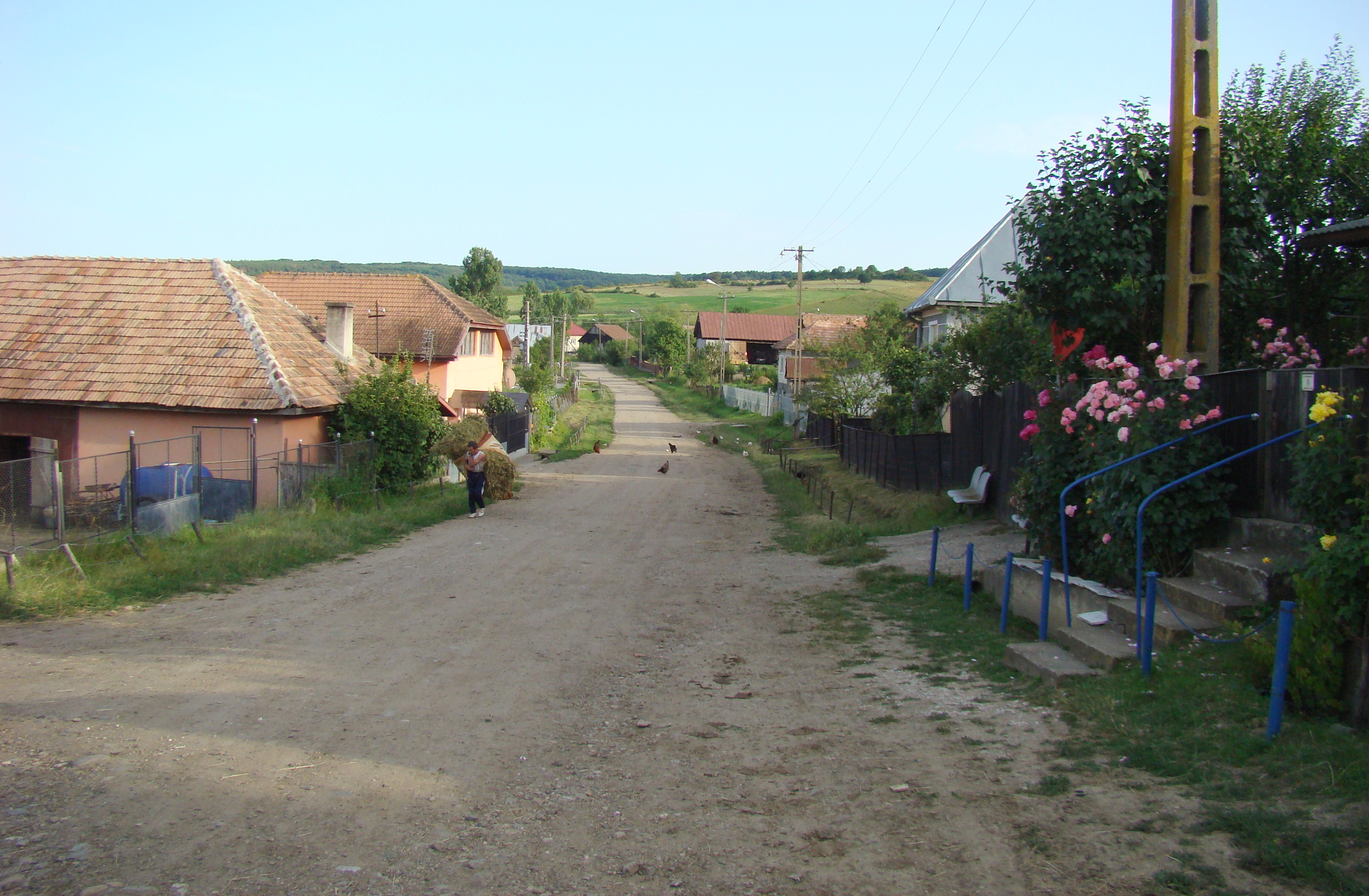
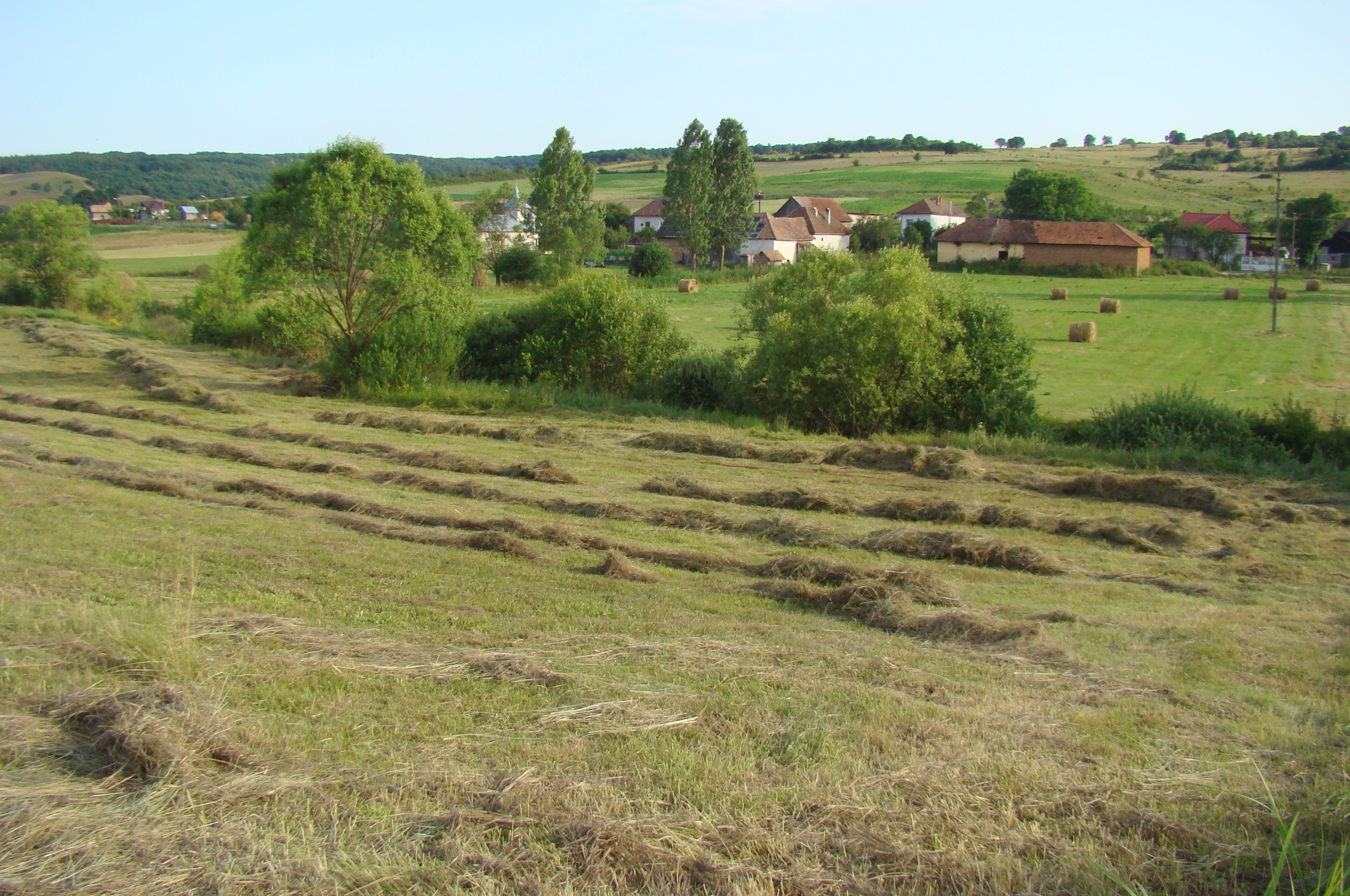
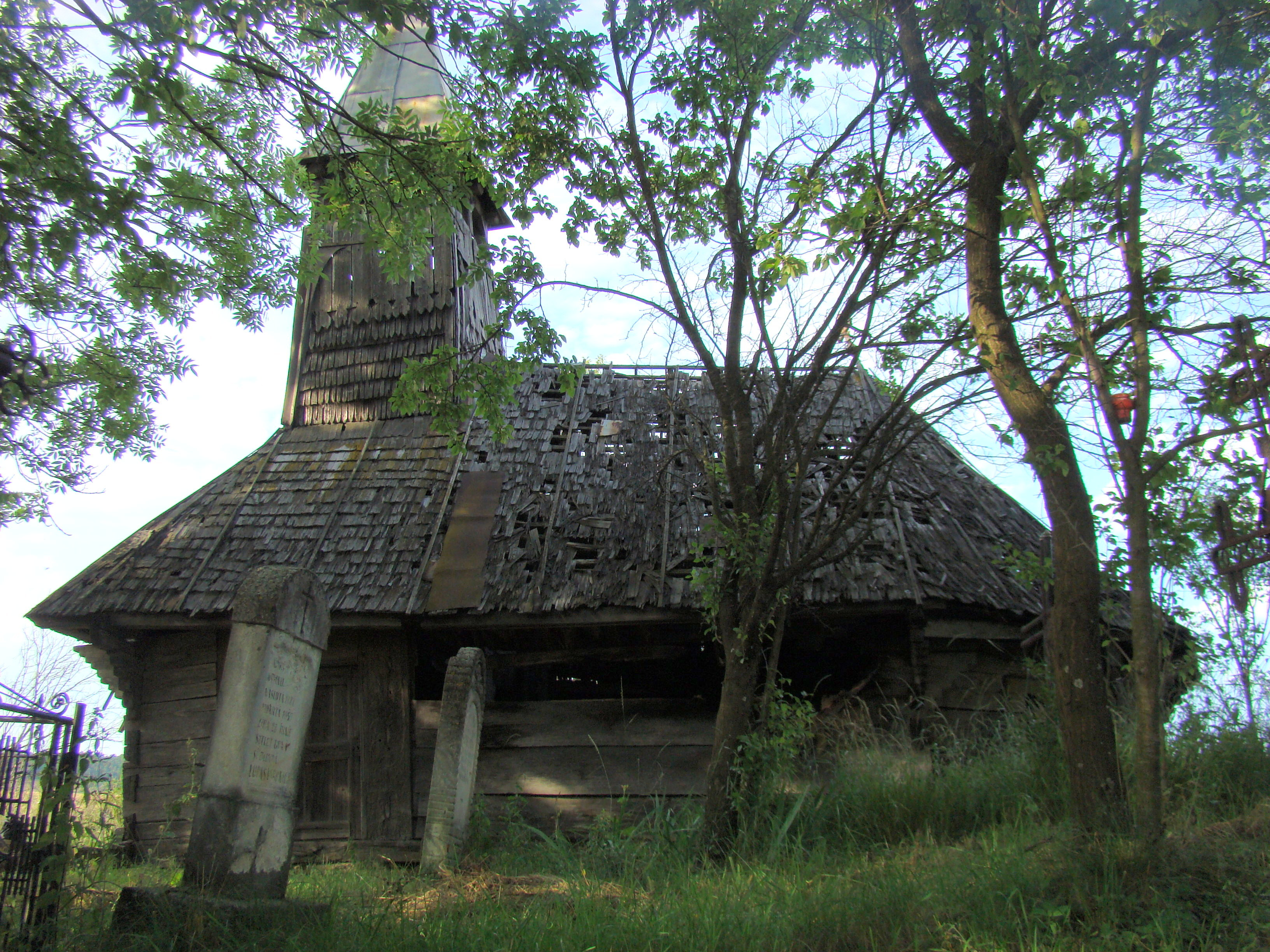
Biserica de lemn (monument istoric)
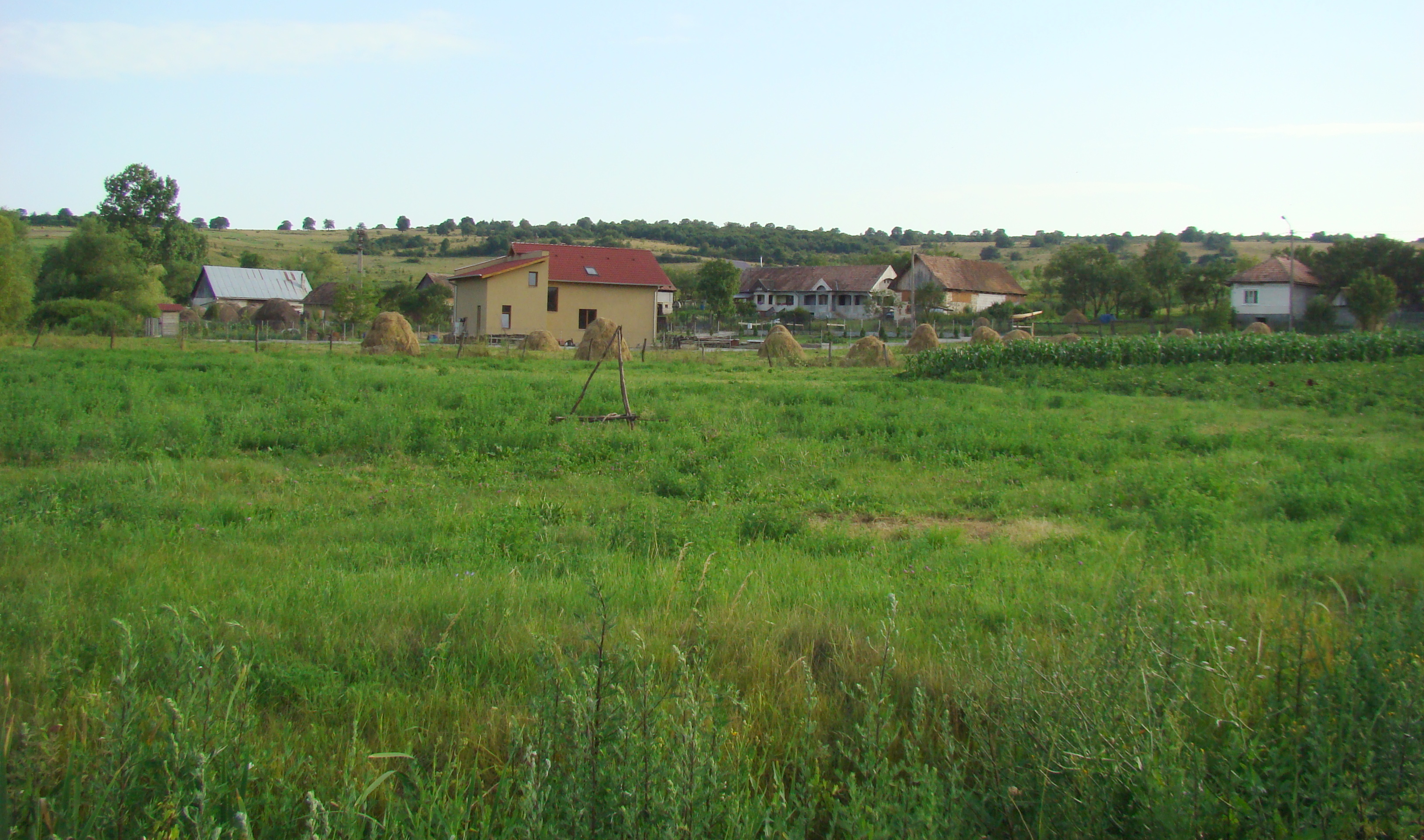
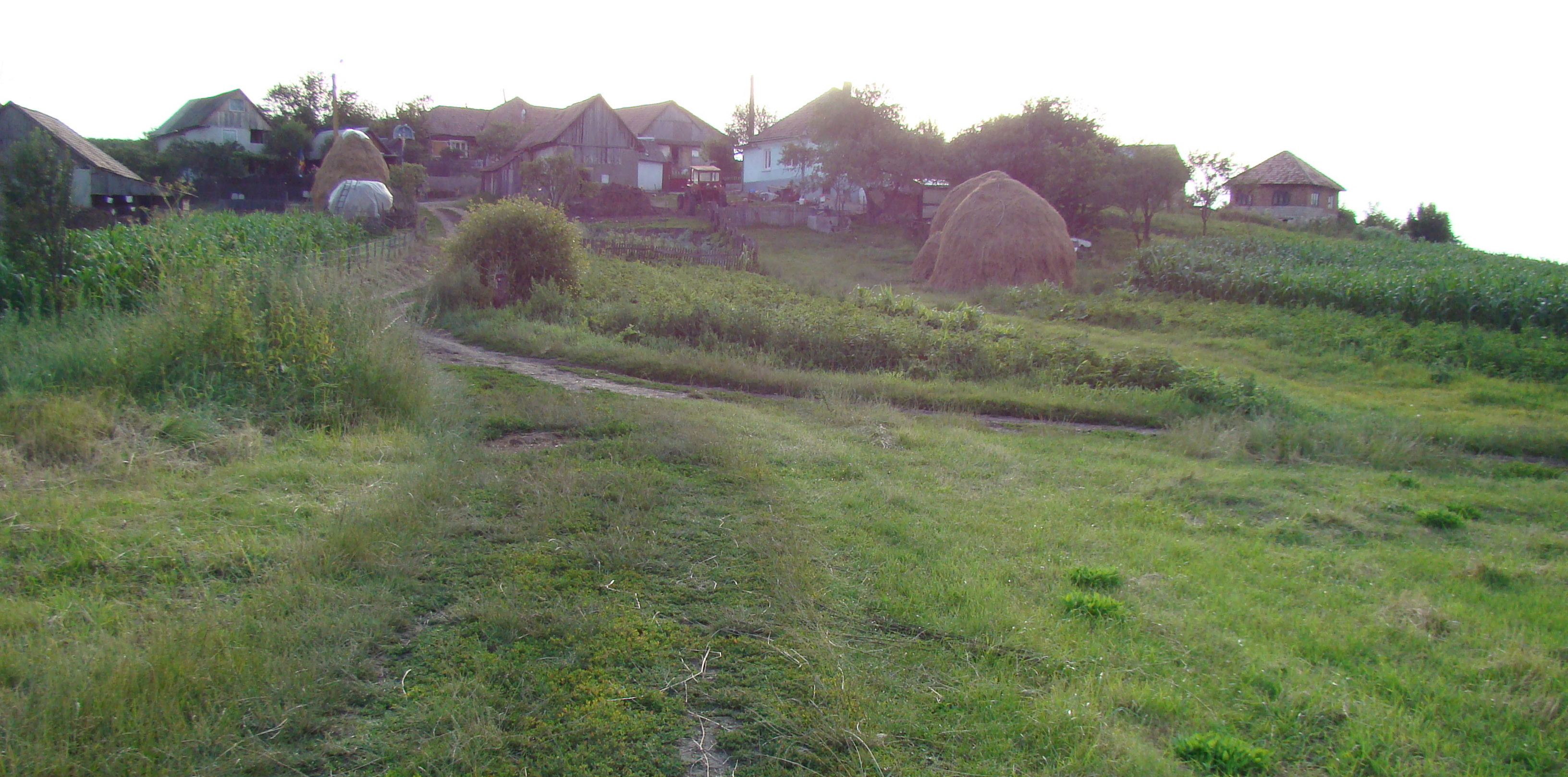
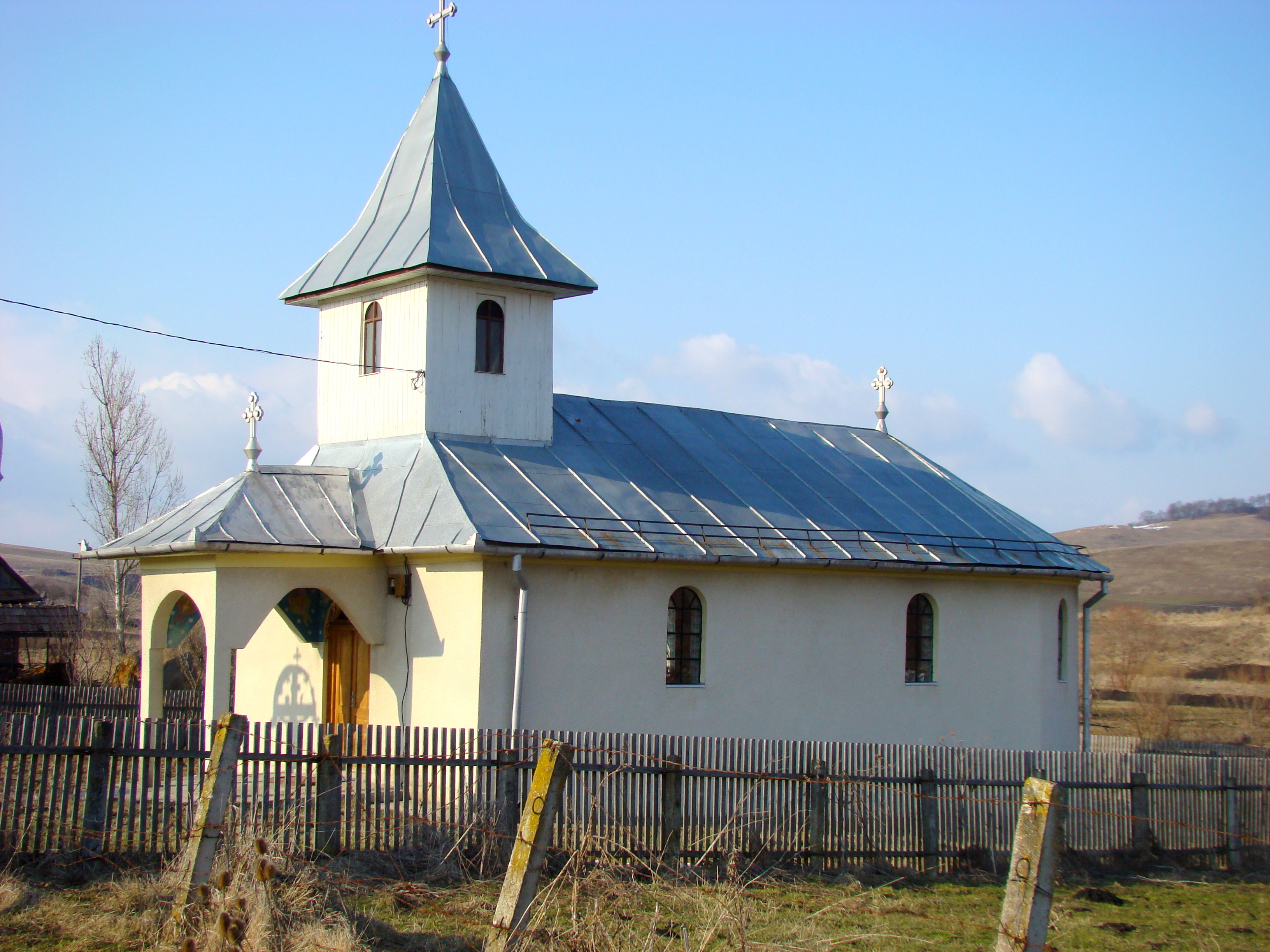
Biserica ortodoxă de zid cu hramul „Sfinții Împărați Constantin și Elena”
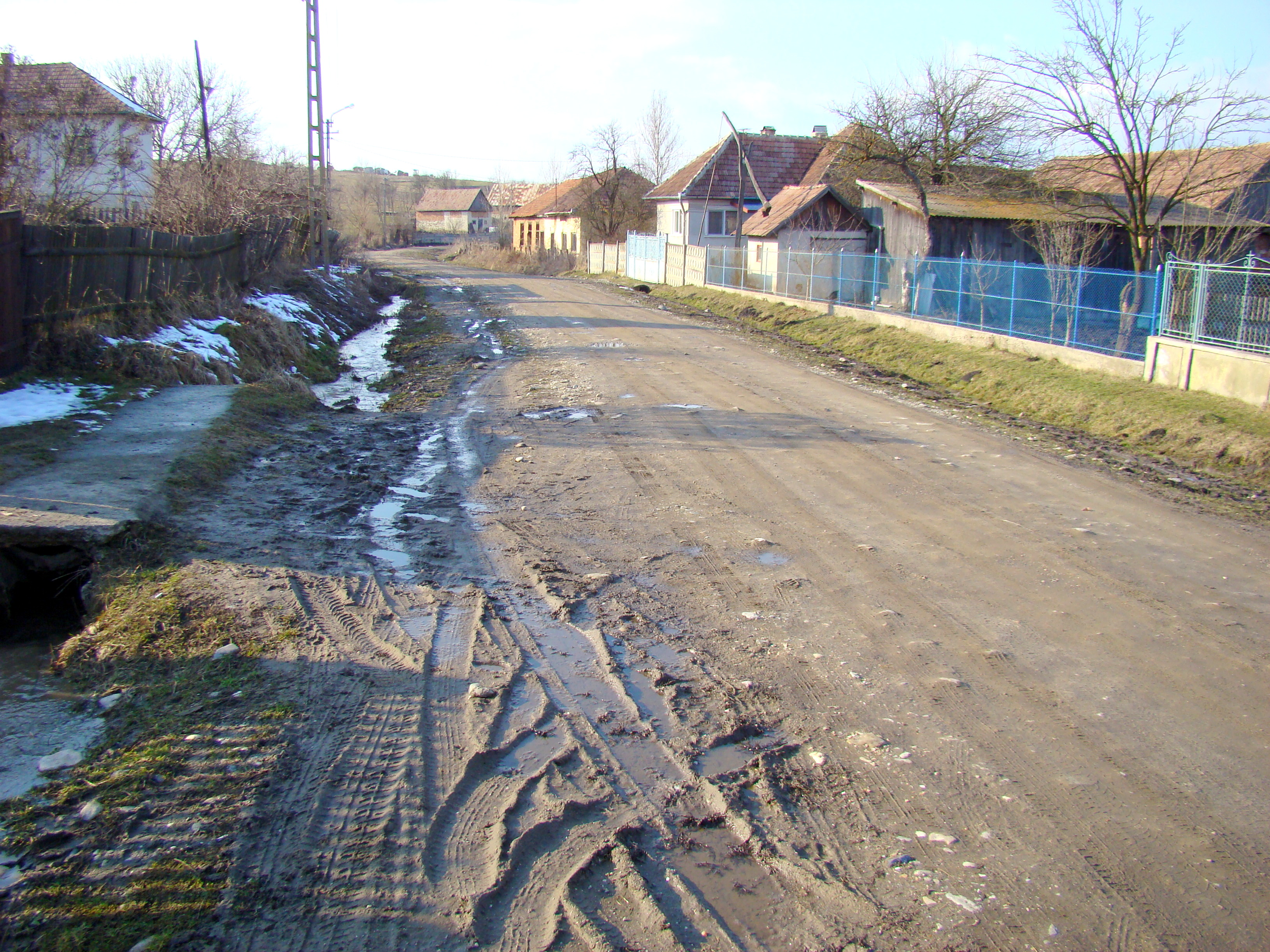
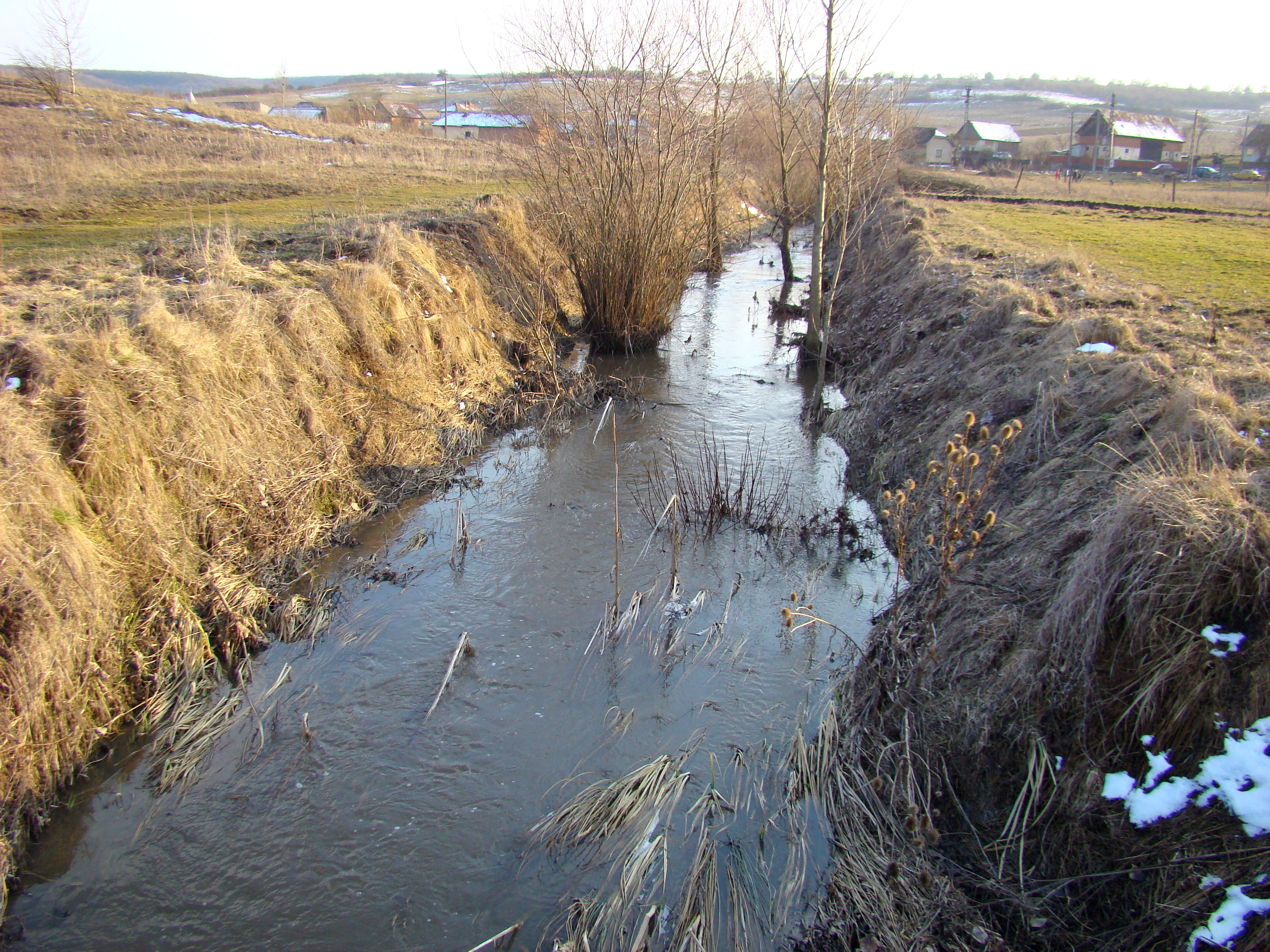
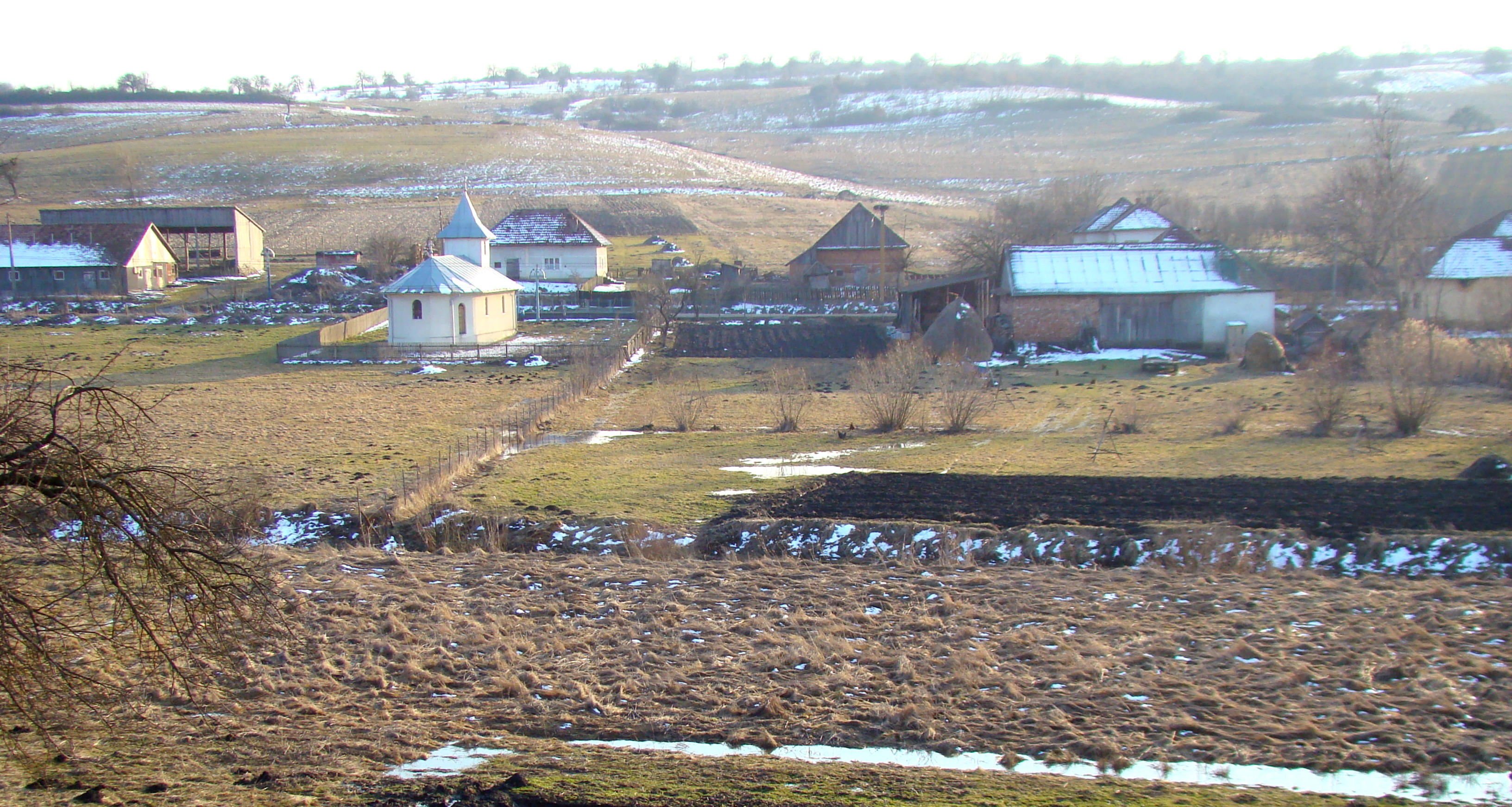

## Legături externe
Materiale media legate de Săliștea Veche la Wikimedia Commons